# Trío para piano n.º 4 (Dvořák)
El Trío para piano n.° 4 en mi menor, op. 90, B. 166, (también llamado Trío Dumky) es una composición de Antonín Dvořák para piano, violín y violonchelo. Es una de las obras más conocidas del compositor.
Al mismo tiempo, es un ejemplo destacado de una pieza de música de cámara que se desvía fuertemente de la forma habitual de la música de cámara clásica, tanto en términos del número de movimientos como de su construcción formal.

## Título
Dumky, la forma plural de dumka, es un término introducido en las lenguas eslavas del ucraniano. Originalmente, es la forma diminutiva del término Duma, en plural dumy, que se refiere a baladas épicas, específicamente una canción o lamento de personas cautivas. Durante el siglo XIX, los compositores de otros países eslavos comenzaron a usar la duma como una forma clásica utilizada para indicar una composición inquietante e introspectiva con secciones alegres intercaladas en su interior. Dvořák usó la forma dumka en varias otras composiciones, incluida su Dumka para piano solo, op. 35; la Danza eslava n.º 2; el Sexteto de cuerda, y su Quinteto para piano, op. 81.

## Historia
Dvořák completó el trío el 12 de febrero de 1891. Se estrenó en Praga el 11 de abril de 1891, con el violinista Ferdinand Lachner, el violonchelista Hanuš Wihan y el propio Dvořák al piano. Esa misma noche, la Universidad Carolina de Praga otorgó al compositor un doctorado honoris causa. La obra fue tan bien recibida que Dvořák la interpretó en su gira de despedida de cuarenta conciertos por Moravia y Bohemia, justo antes de partir hacia Estados Unidos para dirigir el Conservatorio Nacional de Música de América en Nueva York. El trío se publicó mientras Dvořák estaba en Estados Unidos y fue revisado por su amigo Johannes Brahms.

## Estructura
La pieza está dividida en seis secciones:
1. Lento maestoso — Allegro quasi doppio movimento (mi menor – mi mayor)
2. Poco adagio — Vivace non troppo — Vivace (do♯ menor)
3. Andante — Vivace non troppo — Allegretto (la mayor – la menor – la mayor)
4. Andante moderato — Allegretto scherzando — Quasi tempo di marcia (re menor – re mayor)
5. Allegro (mi♭ mayor – mi♭ menor)
6. Lento maestoso (do menor – do mayor)

La composición presenta seis episodios dumky en todo momento. Los tres dumky iniciales están conectados entre sí sin interrupción en las tonalidades armónicamente complementarias dadas anteriormente, en efecto formando un primer movimiento largo. Los últimos tres dumky se presentan en tonalidades no relacionadas, dando así la impresión general de una estructura de cuatro movimientos.

## Recepción
El crítico musical Daniel Felsenfeld describe la forma de la siguiente manera:

The form of the piece is structurally simple but emotionally complicated, being an uninhibited Bohemian lament. Considered essentially formless, at least by classical standards, it is more like a six movement dark fantasia—completely original and successful, a benchmark piece for the composer. Being completely free of the rigors of sonata form gave Dvořák license to take the movements to some dizzying, heavy, places, able to be both brooding and yet somehow, through it all, a little lighthearted.
La forma de la pieza es estructuralmente simple pero emocionalmente complicada, siendo un lamento bohemio desinhibido. Considerada esencialmente informe, al menos según los estándares clásicos, se parece más a una fantasía oscura de seis movimientos, completamente original y exitosa, una pieza de referencia para el compositor. Estar completamente libre de los rigores de la forma sonata le dio a Dvořák licencia para llevar los movimientos a algunos lugares vertiginosos y pesados, capaz de ser a la vez melancólico y, sin embargo, de alguna manera, a pesar de todo, un poco alegre.

Los musicólogos Derek Katz y Michael Beckerman observan: «Mientras que en el quinteto [op. 81] había tomado prestado un plan de Schumann para moldear su dumka en un marco cuasi-tradicional, aquí permite que cada uno de los seis dumky esté completamente realizado por sí mismo».